# Ennis (Texas)
Ennis város az USA Texas államában, Ellis megyében. Lakosainak száma 20 159 fő (2020. április 1.).

## Népesség
A település népességének változása:
| Lakosok száma | 1351 | 18 513 | 20 159 |
|               | 1880 | 2010   | 2020   |